# تشاك رينولدز
تشاك رينولدز (بالإنجليزية: Chuck Reynolds)‏ هو لاعب كرة قدم أمريكية أمريكي، ولد في 5 أكتوبر 1946 في فورت وورث في الولايات المتحدة.

## وصلات خارجية
- تشاك رينولدز على موقع مرجع كرة القدم المحترفة.كوم (الإنجليزية)
- تشاك رينولدز على موقع JustSportsStats.com (الإنجليزية)